# Tribali
Tribali so bili močno tračansko pleme, ki je v antični dobi poseljevalo severovzhono Srbijo in severozahodno Bolgarijo.
Tribale omenjajo pisatelji od Herodota dalje. Živeli so nekje na območju Velike in Zahodne Morave. Leta 376 pr. n. št. se selijo bolj na jug in dospejo do Egejskega morjain zavzamejo Abdero, leta 336 pr. n. št. pa pridejo v odkrit spor z Aleksandrom Velikim.
Tribali so bili znani kot roparji in ljudje ki so jih grški komediografi radi karikirali. Bili so v sporih z vsemi sosedi. Okoli 3. stoletja pr. n. št. so se znašli sredi keltskih političnih tvorb. Na zahodu so jih omejevali Skordiski, na vzhodu pa država kralja Tyllisa. S Skordiski so bili v stalnem sporu, ki je obe strani vitalno prizadel.